# Matsuura Takeshirō

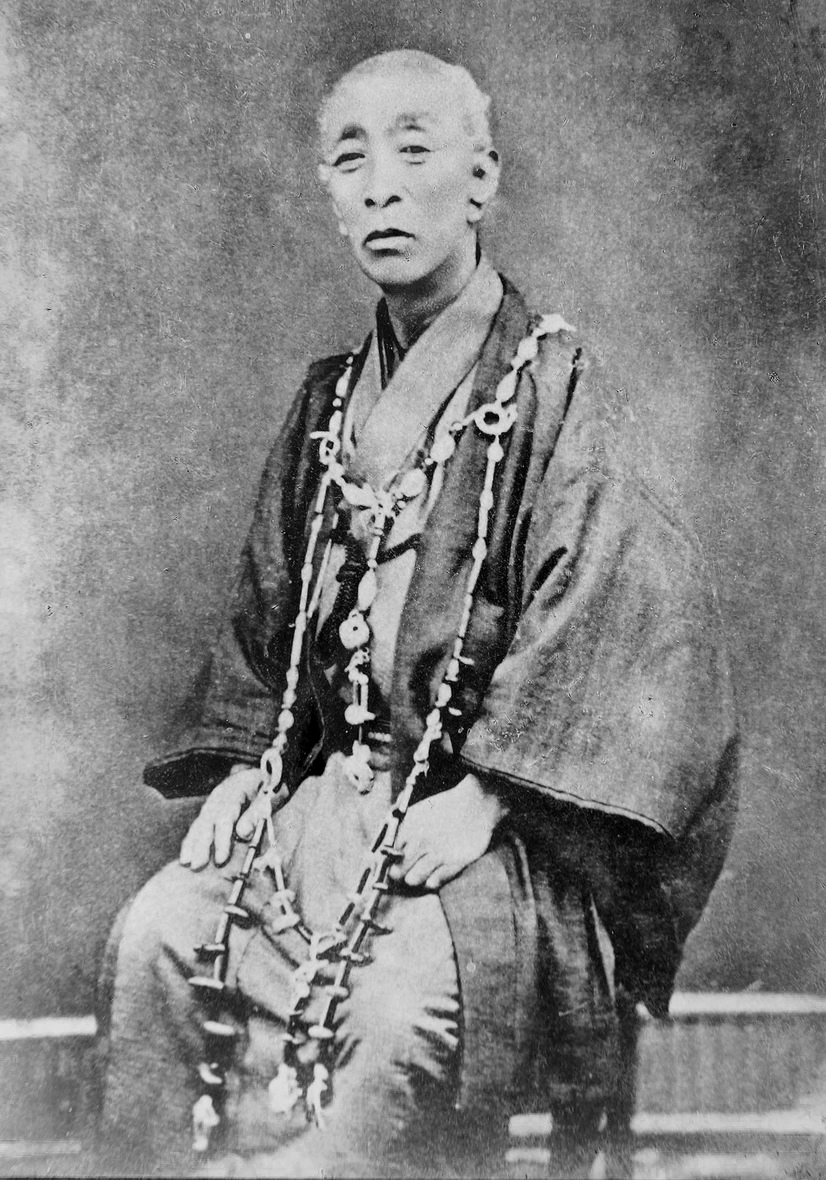
Matsuura Takeshirō

Matsuura Takeshirō (japanisch 松浦 武四郎, auch: 竹四郎), geboren 12. März 1818 (traditionell: 6.2.Bunka 15), gestorben 10. Februar 1888, war ein japanischer Reisender, Kartograph, Schriftsteller, Sammler und Künstler. In den 1840er und 1850er Jahren unternahm er sechs lange Reisen durch die teilweise noch unerschlossenen Gebiete Hokkaidōs und Sachalins und wird heute vor allem wegen seiner ausführlichen Berichte über das Leben der Ureinwohner des Nordens, der Ainu, geschätzt. Neben Matsuura (Familienname) Takeshiro (Rufname) gebrauchte er die Schriftsteller- bzw. Künstlernamen Takeshirō-shujin (多気志楼主人), Hokkai-dōjin (北海道人) und Bakakusai (馬角斎).

## Leben
Geboren am 12. März 1818 (6.2.Bunka 15) in einer Landsamurai-Familie in dem Dorf Sugawa, Provinz Ise (heute: Onoe-chō, Matsusaka-shi, Präfektur Mie), erhielt er zunächst eine Grundausbildung in den chinesischen Klassikern, lief aber mit 16 Jahren von zuhause fort, zunächst nach Edo (heute: Tokyo), später nach West-Japan, wobei er bis Kyūshū und der Insel Tsushima kam. Angesichts der Bedrohung Japans durch die in Ostasien aktiven westlichen Großmächte (Russland, USA, Großbritannien) entwickelte er ein Interesse für die nördlichen Randgebiete Japans und versuchte nach Ezo (heute: Hokkaidō) überzusetzen, was ihm 1845 gelang.  Es folgten zunächst zwei weitere Reisen, die ihn bis nach Sachalin und den südlichen Kurilen führten. Während dieser Reisen schrieb er sorgfältig Tagebuch und sammelte Informationen über die Geographie der Inseln und die Lebensverhältnisse der indigenen Bewohner, der Ainu, wobei er auch  Interesse für deren Sprache entwickelte. Die Jahre 1850 bis 1855, eine Zeit enormer politischer Spannungen in und um Japan, die ihren Höhepunkt in der von den USA  erzwungenen Öffnung Japans 1854 fanden, brachte er in Edo zu. Hier stand Matsuura in engem Austausch mit der „Verehrt den Kaiser, vertreibt die Barbaren!“ (sonnō jōi 尊王攘夷) verlangenden Opposition, darunter die 1859 hingerichteten Yoshida Shōin (吉田松陰) und Rai Mikisaburō (頼三樹三郎), hatte aber auch Kontakte zu einflussreichen Persönlichkeiten in der Regierung des Shōgun (Bakufu), die seine Kenntnisse über die Nordgebiete schätzten. Ab 1855 im Dienste der Regierung stehend, unternahm er 1856, 1857, 1858 seine drei letzten Reisen in die Nordgebiete, bei denen er die Entwicklungsmöglichkeiten erkundete und Material für Landkarten sammelte. Die handschriftlich erhaltenen Tagebücher dieser Reisen bezeugen seine scharfe Kritik an der oft unmenschlichen Behandlung der in einer Art Apartheid gehaltenen Ainu durch japanische Kaufleute und Beamte.  Matsuura, der die Ainu den zeitgenössischen Japanern als moralisches Vorbild vorstellte und in ihren Sitten ein Bild der japanischen Frühzeit zu erkennen glaubte, sah dabei den Einschluss dieses Volkes in den entstehenden japanischen Nationalstaat als selbstverständlich an und bejahte die ab 1855 eingeleitete Assimilationspolitik der Regierung, wenn er auch deren Auswüchse kritisierte.

Teil der Hokkaidō-Landkarte (1859) von Matsuura Takashirō, Uchiura-Bucht (oben ist Süden)

Zurück in Edo bat er 1859 um Entlassung aus dem Dienst und widmete sich der Veröffentlichung seiner Reiseberichte und Landkarten. Nach dem politischen Umschwung von 1868 (Meiji-Restauration) wurde er in das neu errichtete Entwicklungsamt (Kaitakushi, 開拓使) für die nun Hokkaidō genannte Insel berufen. Er wird heute in Japan gerne als Namensgeber Hokkaidōs bezeichnet. Tatsächlich war er im Entwicklungsamt für die Festlegung der Ortsnamen zuständig. Als Namen der ganzen Insel präsentierte Matsuura sechs Alternativvorschläge, darunter Hokkaidō. Dieser Vorschlag wurde in veränderter Schreibung angenommen.  Bei der Festlegung der Ortsnamen sorgte er dafür, dass der größte Teil der Ainu-Ortsnamen erhalten blieb,  Matsuura trat jedoch nach nur einem Jahr Arbeit zurück, frustriert darüber, dass sich auch unter der neuen Regierung nichts grundsätzlich an der Behandlung der Ainu änderte.
Danach zog er sich von allen Ämtern zurück, machte lange Fußreisen in Zentral- und West-Japan, sammelte Curiosa aller Art (archäologische Fundstücke, Kinderspielzeug u. a.) und verkehrte mit einem weiten Freundeskreis aus Literaten und Künstlern. Er veröffentlichte auch im Alter weiter raffiniert gestaltete, meist kleinformatige  Bücher über seine Wanderungen und seine Sammlungen.
Der befreundete Maler Kawanabe Kyōsai (河鍋暁斎) schuf 1886 ein Rollbild, auf welchem Matsuura – anknüpfend an die Parinirvana-Darstellungen des sterbenden Buddha – inmitten seiner geliebten Sammlungsstücke sterbend dargestellt ist.
Matsuura, der wohl ein (im besten Sinne) exzentrischer Mensch war, ließ sich 1886 ein eine Tatami-Matte großes Studierzimmer errichten, in dem er etwa 90 Holzstücke verbaute, die ihm von Freunden aus ganz Japan zugeschickt worden waren. Dieser Raum war so eine Erinnerung an die Freunde, aber auch an die vielen Reisen, die der Autor durch ganz Japan unternommen hatte, gleichzeitig ein Raum, in dem er, als er nicht mehr gut auf den Beinen war, Phantasiereisen unternehmen konnte.
Matsuura Takeshirō starb am 10. Februar 1888 in Tokyo.

## Das Werk

Aus: Kita Ezo yoshi (Bericht über eine Reise nach Sachalin) (1860, rechte Seite)

Matsuura Takeshirō mit Führern und Trägern aus den verschiedenen Ethnien Sachalins

Matsuura Takeshirō hat umfangreiche handschriftliche Notizen und Reiseberichte hinterlassen, die zumeist erst nach 1945 gedruckt wurden. Die Reiseberichte und Notizbücher enthalten zahllose Landschaftsskizzen und Darstellungen des Lebens der Einwohner, wobei er sich gelegentlich als Proto-Ethnologe zeigt. Unter den zu Lebzeiten erschienen Büchern sind die literarisch überarbeiteten Reiseberichte wie Kita Ezo yoshi (Bericht über eine Reise nach Sachalin) mit ihren teilweise farbigen Holzschnitt-Illustrationen und von anderen Literaten beigesteuerten Gedichten bibliophile Kostbarkeiten. Daneben schuf er die ersten ausführlichen Landkarten Hokkaidōs und Sachalins.  Die größte von ihm gezeichnete und 1859 gedruckte Landkarte von Hokkaidō besteht aus 26 Einzelkarten und enthält über 9000 Ainu-Ortsnamen. Sein wohl ungewöhnlichstes Buch war Kinsei Ezo jinbutsushi (Berichte über bemerkenswerte Ainu aus neuerer Zeit, 9 Faszikel), eine zunächst  nur handschriftlich überlieferte Sammlung von etwa hundert biographischen Porträts einzelner Persönlichkeiten der Ainu. Wichtige Themen sind die Ausbeutung der Ainu durch japanische Kaufleute und das Fürstentum Matsumae, die von der Regierung ab 1855 geförderte Assimilation der Ainu und die Pockenimpfungskampagne von 1857.
Wegen der heftigen Kritik des Autors an der japanischen Kolonialpolitik konnte das Werk zu seinen Lebenszeiten nicht gedruckt werden. Dieses an die ostasiatische Tradition der Serienbiographie anknüpfende Buch kann als Ethnographie der Ainu, als Sozialreportage und als politische Streitschrift gelesen werden.
Matsuuras zu Lebzeiten veröffentlichte Bücher finden sich teilweise auch in deutschen Museen und Bibliotheken, darunter in der Staatsbibliothek Berlin.

## Nachleben
Der amerikanische Anthropologe Frederick Starr gab 1916 folgende Würdigung Matsuuras ab: „Er war ein Mann mit großen Fähigkeiten und großer Energie, er war von bemerkenswerter Originalität und einer Selbständigkeit, die in vielen individualistischen Gesellschaften der Welt kaum geduldet worden wäre.“
Matsuura Takeshirō war nie ganz vergessen, die intensive Beschäftigung mit seinem Werk begann aber erst nach 1945. Vor allem seit den siebziger Jahren wurden die zahlreichen handschriftlichen Tagebücher und andere Manuskripte gedruckt, was den ganzen Umfang der Interessen dieses Autors sichtbar machte. Auch das zunehmende Interesse für die Geschichte und Kultur der indigenen Bewohner des Nordens, der Ainu, lenkte die Aufmerksamkeit der japanischen Öffentlichkeit auf Matsuura und seine Aufzeichnungen. Seit 1994 erinnert ein Museum (Matsuura Takeshiro Memorial Museum) in Matsusaka an den Autor. In ganz Hokkaidō zählt man über 50 Denkmäler und Gedenksteine für Matsuura. Zur Erinnerung an den 200. Geburtstag des Autors wurde 2018 in Sapporo und an anderen Orten Japans eine umfassende Ausstellung zu Leben und Werk Matsuura Takeshirōs gezeigt. Im gleichen Jahr wurde im Heidelberger Völkerkundemuseum eine Matsuura als Entdecker des Nordens und seiner Bewohner vorstellende Ausstellung gezeigt.

## Hauptwerke
- Sankō Ezo nisshi (三航蝦夷日誌) (Tagebücher der drei Reisen 1845, 1846, 1849, Ms., 35 Faszikel)
- Takeshirō kaiho nikki (竹四郎廻浦日記) (Tagebuch der Reise von 1856, Ms., 30 Faszikel  )
- Teishi tōzai Ezo sansen chiri torishirabe nisshi (丁巳東西蝦夷山川地理取調日誌) (Tagebuch der Reise von 1857, Ms.,  23 Faszikel)
- Bogo tōzai Ezo sansen chiri torishirabe nisshi (戊午東西蝦夷山川地理取調日誌) (Tagebuch der Reise von 1858, Ms., 62 Faszikel)
- Ezo manga (蝦夷漫画) (Kleine Volkskunde der Ainu in Bildern, Druck: 1859)
- Tōzai Ezo sansen chiri torishirabe zu (東西蝦夷川山地理取調) (Landkarte von Hokkaidō und den südlichen Kurilen in 26 Einzelblättern, Druck: 1859)
- Kinsei Ezo jinbutsushi (近世蝦夷人物誌) (Berichte über bemerkenswerte Ainu aus neuerer Zeit), Manuskript 1857/1860 (9 Faszikel,  Erstdruck 1912–14).
- Kita Ezo yoshi (北蝦夷餘誌) (Reisebericht aus Sachalin; Druck:1860)
- Ishikari nisshi (石狩日誌) (Reise entlang des Flusses Ishikarigawa; Druck: 1861?)
- Shiribeshi nisshi (後志羊蹄日誌) (Reise durch Bezirk Shiribeshi; Druck: 1861?)
- Nishi Ezo nisshi (西蝦夷日誌) 6 Bände (Reiseberichte aus West-Ezo; Druck: 1863–1872)
- Higashi Ezo nisshi (東蝦夷日誌) 8 Bände (Reiseberichte aus Ost-Ezo; Druck: 1863–1873)
- Mokuhen kanjin (木片勧進) (Beschreibung des Ein-Tatami-Zimmers; Druck 1887)

## Wichtige Neuausgaben
- Takakura Shin’ichirō (Hrsg.): Nihon shomin seikatsu shiryō shûsei (日本庶民生活史料集成), Bd. 4, Tokyo 1969 (enthält Kinsei Ezo jinbutsushi). ISBN 978-4-380-69502-5
- Yoshida Takezō (Hrsg.): Matsuura Takeshirō kikō shū (松浦武四郎紀行集), 3 Bde., Tokyo 1975–77 (Bd. 1 enthält Biographie Matsuuras u. a., Bd. 3 Ezo manga, Kinsei Ezo jinbutsushi u. a.). ISBN 978-4-572-00613-4, ISBN 978-4-572-00614-1, ISBN 978-4-572-00615-8
- Takakura Shin’ichirō (Hrsg.): Takeshirō kaiho nikki (竹四郎廻浦日記), 2 Bde., Sapporo 1978. ISBN 978-4-8328-0105-9
- Akiba Minoru (Hrsg.): Teishi tōzai Ezo sansen chiri torishirabe nisshi (丁巳東西蝦夷山川地理取調日誌), 2 Bde., Sapporo 1982. ISBN 978-4-8328-0110-3
- Akiba Minoru (Hrsg.): Bogo tōzai Ezo sansen chiri torishirabe nisshi (戊午東西蝦夷山川地理取調日誌), 3 Bde., Sapporo 2005.
- Akiba Minoru (Hrsg.): Matsuura Takeshirō senshū (松浦武四郎選集), 7 Bde., Sapporo 1996–2008 (enthält die bis dahin nicht veröffentlichten Notizbücher und andere Manuskripte). ISBN 978-4-8328-9607-9, ISBN 978-4-8328-9711-3, ISBN 978-4-8328-0106-6, ISBN 978-4-8328-0106-6, ISBN 978-4-8328-0712-9, ISBN 978-4-8328-0807-2, ISBN 978-4-8328-0805-8

## Sekundärliteratur
- Henry D. Smith II (Hrsg.): Taizansō and the One Mat Room, Tokyo 1993 (enthält vollständige Übersetzung von Mokuhen kanjin mit ausführlichem Kommentar; zweisprachig)